# Papers, Please
Papers, Please (срп. Документа, Молим; МФА: /peɪpərz, pliz/), поднаслов A Dystopian Document Thriller (срп. Дистопијски Документ Трилер) је логичка видео-игра креирана од стране независног америчког програмера Лукаса Поупа.
Игра је изашла осмог августа 2013. године за Microsoft Windows и OS X, за Linux оперативни систем 12. фебруара 2014. године, и за iOS, 12. децембра 2014. године. Порт за PlayStation Vita конзолу је најављен у августу 2014. године, и објављен 12. децембра 2017. године.
У игри Papers, Please играч има улогу цариника у фикционалној држави источног блока, Арстотској, која има лоше односе са својим суседима. Арстотска је тематски базирана на Совјетском Савезу, док је географски сличнија Социјалистичкој Федеративној Републици Југославији. Играч добија задатак да прегледа пасоше и друга документа имиграната који желе да уђу у државу. Играч сваког дана добија дневницу на основу тога колико људи пусти преко границе, а дневница се смањује ако играч погреши (намерно или случајно) и пусти имигранта са неисправним папирима. Дневница коју играч добија се користи за обезвеђивање хране, грејања, станарине и лекова за чланове породице играча. У неким случајевима, играчу ће бити представљене моралне одлуке као што је одобравање уласка грађанина коме је то од пресудног значаја, упркос недостатку одговарајућих докумената. Игра се бави питањима одржавања имиграционе политике у променљивом политичком окружењу. Поред приче која прати неколико инсценираних догађаја који се одвијају у оквиру Арстотске, игра садржи и бескрајни мод који изазива играча да провери што више имиграната у одређеном временском периоду.
Papers, Please је била прва видео-игра коју је Поуп креирао за директно тржиште, након што је креирао неколико мањих игара за такмичења. Једна од ових игара, Republia Times (срп. Републиа Тајмс) служила је као директна инспирација за Papers, Please. Фикционална Републиа се појавила у игри Papers, Please као једна од земаља из које долазе имигранти. 
Papers, Please је хваљена од стране критичара због своје уникатне приче и стила играња. Игра је освојила више награда на Независном фестивалу видео-игара (енг. Independent Games Festival) и БАФТА фестивалу видео-игара. Више различитих часописа и сајтова за видео-игре су прозвали Papers, Please једном од најбољих игара 2013/2014. године.

## Радња
Прича игре Papers, Please је минимална, приказана у пар међусцена (енг. cutscene) на крају игре. Већина информација о играчу и свету који га окружује се открива у дијалогу неигривих карактера током игре. Играч преузима улогу Инспектора, неименованог становника Арстотске који је освојио положај на граници када је његово име извучено у Октобарској радничкој лутрији. Инспектор почиње да ради на граници са Грестином двадесет и трећег новембра 1982. године. Инспектор се брине о четворочланој породици коју чине његова свекрва, ујак, жена и син. Током игре било који члан породице може да премине услед недостатка хране, топлоте или лекова. Двадесет и првог дана игре, Инспектор добија прилику да усвоји ћерку своје сестре и да се брине о њој.
Papers, Please има двадесет различитих крајева који одређују судбину Инспектора и његове породице и они зависе од одлука које је играч направио током игре.
Првих седамнаест крајева ове игре су негативни, и завршавају се смрћу Инспекторове породице или затварањем Инспектора у радни камп или затвор. Последња три краја (крајеви 18, 19 и 20) се завршавају тако што Инспектор и његова цела породица успешно побегну из Арстотске користећи лажне пасоше, Инспектор добија повишицу и нови стан у Арстотској, или Инспектор остаје на свом регуларном радном месту на граници.
У кратком филму "Papers, Please" који је креиран 2018. године, улогу Инспектора тумачи руски глумац Игор Савочкин.

## Начин игре
Papers, Please поставља играча у улогу цариника у фикционалној држави Арстотској, 1982. године. У причи игре, Арстотска је тек завршила шестогодишњи рат са суседном државом, Колечијом и политичке тензије су на порасту.
Играч има задатак да проверава пасоше и друга документа имиграната који желе да уђу у државу. Имигранти који се појављују у игри (осим одређених неигривих карактера као што је фалсификатор Јорји Костава или мистериозни агент ЕЗИК-а ) су насумично генерисани користећи шаблон.
Сваког дана, играч добија одређене захтеве који морају бити испуњени да би неко ушао у државу (Исправан пасош, радна виза...). Играч има способност да проверава документа имиграната као и да их упоређује са другим документима, како би открио терористе, тражене криминалце или фалсификаторе. У случају да терориста покуша да насилним путем пређе границу, играч има способност да убије тог терористу пре него што он начини неку штету држави или другим имигрантима. Када открије лажиране податке, играч добија способност да позове полицију, која долази и одводи криминалца у затвор. Касније у игри, захтеви за улазак у државу постају комплекснији и комплекснији. Имигранти који прилазе играчу ће понекад покушати да дају мито у виду новца или картица за бесплатан улазак у стриптиз клуб, али играч има могућност да ово мито не прихвати.
Када играч открије могуће сумње у документима које му је имигрант приложио, играч добија могућност да испита имигранта, да му затражи отиске прстију, да му измери тежину, или да му затражи слику нагог тела да потврди његов идентитет. Ако играч направи грешку и пусти некога са лошим документима у државу, играч ће добити напомену од својих надређених. Више ових напомена може довести до смањења или комплетног одузимања плате. Време које играч има да прегледа документе је одређено у стварном времену и представља један дан у игри. Након сваког радног дана, играч своју плату троши на храну, грејање, лекове и станарину за своју породицу. Ако било који члан породице играча нема приступ храни, грејању или лековима, може преминути. 
Ако играч заради превише новца преко узимања мита, његова породица ће бити пријављена и сав сакупљен новац бива одузет.
Политички односи између Арстотске и околних држава могу утицати на документе који су потребни за прелазак преко границе. Понекад ће игра захтевати од играча да одбије приступ некоме из одређене државе иако су му сва документа исправна.
Током игре појављује се мистериозна организација ЕЗИК која нуди играчу да им се придружи у обарању политичког система убијањем одређених владиних државника и пуштањем ЕЗИКових агената преко границе без одговарајућих докумената.
Прича игре поседује двадесет уникатних крајева који зависе од одлука које је играч направио током игре.

## Развој игре
Papers, Please је креиран од стране америчког програмера Лукаса Поупа уз помоћ његове жене Кеико. Поуп је пре почетка рада на Papers, Please био програмер у компанији Naughty Dog (енг. Неваљали Пас) где је радио као програмер на првој игри у серијалу Uncharted. Поуп је напустио Naughty Dog након изласка другог дела серијала Uncharted, и са женом се преселио у Јапан. Због честих путовања из Јапана у Америку и назад, Поуп је често пролазио кроз царине, што га је инспирисало да почне да ради на Papers, Please.
Највећи проблем при креирању сржи Papers, Please, била је прича која би покретала играча. Поуп је био инспирисан филмовима као што су Арго и серијал Борн, где агенти морају да се инфилтритају у стране државе и желео је да обрне улоге где протагонист мора да спречи упад ових агената у државу. Иако су естетски утицај игре били Совјетски Савез и друге земље Источног блока, Поуп је одлучио да избегава коришћење стереотипичних комунистичких израза као што је comrade (енг. друже). Инспирација за игру је дошла и из Поупове старије игре Републиа Тајмс као и из пада Берлинског зида и односа сила у Источној и Западној Немачкој.
Рад на игри је започет у новембру 2012. године, и током рада на њој, Поуп је редовно ажурирао страницу на TIGSource информацијама о игри. Поуп је затим креирао јавни демо који су играчи могли да испробају, и фидбек који је добио био је претежно позитиван. У априлу 2013. године, Поуп је поставио Papers, Please на Steam Greenlight, где је игра добила "зелено светло" и постављена на Steam продавницу.
Након што је игра постављена на Steam, Поуп је наставио да ради на њој, и евентуално је завршио рад осмог августа 2013. године. Порт за Linux оперативне системе је објављен 12. фебруара 2014. године.
Порт за iOS системе је уследио у децембру 2014. године, а исте године је најављен и порт за PlayStation Vita портабл конзоле на Gamescom конвенцији за видео-игре. Порт за PlayStation Vita конзоле објављен је у децембру 2017. године.
У марту 2014. године, Поуп је изјавио да му је дојадио рад на Papers, Please и да у будућности жели да се фокусира на мање игре које би биле креиране у року од пар месеци. Поуп не планира наставак рада на игри или креирање DLC-а (енг. Садржај за преузимање) за игру, али сматра да је креирање другог дела могућност у даљој будућности.

## Музика
Музика игре Papers, Please компоновао је Лукас Поуп, користећи се совјетском музиком за инспирацију. Papers, Please има три песме које се појављују током играња. Главна песма "Arstotzkan anthem" (спр. Химна Арстотске) креирана је на синтисајзеру Јамаха MOX6. Ова песма се ослања на јаке бас саксофоне који симулирају војнички марш. Песма се постепено убрзава са звуковима клавијатуре и жичаних инструмената. Током песме чује се металички глас креиран звуком синтисајзера, који изговара "Где сам то ја?". Крај песме представља експлозију инструмената и садржи и војничке инструменте као што су трубе и добоши. Друге две песме "Тема Смрти" и "Тема Победе" се свирају током краја игре. Тема смрти се појављује у првих седамнаест крајева игре, док се Тема победе појављује у задња три краја. Поред ових песама Papers, Please садржи 84 уникатних звучних ефеката који симулирају рад на царини (лупање печата, зујање скенера, бука разгласа) као и друге звукове као што је експлозија терористичког напада или жамор народа у гужви.

## Рецензије
Papers, Please добила је позитивне критике од стране критичара. Часописи Њујоркер и Форбс, и сајтови Wired, ArsTechica, PC World и Destructiod су прогласили Papers, Please за најбољу (независну) видео игру која је изашла 2013. године. Игра је освојила бројне награде као што су награда за иновацију на Game Developer's Choice Awards фестивалу, награда за брилијантност у дизајну и причи на Независном фестивалу видео игара и награду за културну иновацију на SXSW фестивалу. На веб-сајту Метакритик игра је достигла "скор" од 85/100.
Веб сајт "Свет компјутера" писао је о игри Papers, Please на својој листи '20 најбољих игара "испод радара"'.
Ренато Педишић, новинар за веб-сајт HCL о игри је рекао: "Ако је нека игра уистину заслужила титулу правог независног драгуља то је Papers, Please."
На сајту IGN Papers, Please је достигао "скор" од 8.7/10. Новинар за IGN, Ричард Кобет о игри је рекао: "Papers, Please је фантастична идеја, изведена прелепо." 
Неки критичари су прозвали Papers, Please емпатетичком игром, и сматрају је примером уметности у облику видео-игре.

## Награде
| Година | Награда                           | Категорија                                     | Резултат  | Референца     |
| ------ | --------------------------------- | ---------------------------------------------- | --------- | ------------- |
| 2013   | VGX 2013                          | Најбоља независна игра                         | Номинован | [ 40 ]        |
| 2013   | VGX 2013                          | Најбоља игра за PC                             | Номинован | [ 40 ]        |
| 2014   | New York Game Awards              | Награда Off Broadway за најбољу независну игру | Номинован | [ 41 ]        |
| 2014   | D.I.C.E. Awards                   | Игра за скидање године                         | Номинован | [ 42 ]        |
| 2014   | D.I.C.E. Awards                   | Иновација у пољу видео игара                   | Номинован | [ 42 ]        |
| 2014   | D.I.C.E. Awards                   | Успех у развоју игре                           | Номинован | [ 42 ]        |
| 2014   | SXSW Gaming Awards                | Метју Крамп награда за културну иновацију      | Добитник  | [ 43 ]        |
| 2014   | BAFTA Game Awards                 | Најбоља игра                                   | Номинован | [ 44 ]        |
| 2014   | BAFTA Game Awards                 | Дизајн                                         | Номинован | [ 44 ]        |
| 2014   | BAFTA Game Awards                 | Иновација                                      | Номинован | [ 44 ]        |
| 2014   | BAFTA Game Awards                 | Стратегија и Симулација                        | Добитник  | [ 44 ]        |
| 2014   | Independent Games Festival Awards | Награда Шејмус Мекнели                         | Добитник  | [ 45 ] [ 46 ] |
| 2014   | Independent Games Festival Awards | Успех у причи                                  | Добитник  | [ 45 ] [ 46 ] |
| 2014   | Independent Games Festival Awards | Успех у дизајну                                | Добитник  | [ 45 ] [ 46 ] |
| 2014   | Independent Games Festival Awards | Награда Нуово                                  | Номинован | [ 45 ] [ 46 ] |
| 2014   | Game Developers Choice Awards     | Награда за иновацију                           | Добитник  | [ 47 ]        |
| 2014   | Game Developers Choice Awards     | Најбоља игра за скидање                        | Добитник  | [ 47 ]        |
| 2014   | Game for Change Awards            | Најиновативнија                                | Добитник  | [ 48 ]        |
| 2014   | Game for Change Awards            | Најбољи начин игре                             | Добитник  | [ 48 ]        |